# Ministero della marina mercantile
Il Ministero della marina mercantile fu un dicastero del Governo della Repubblica Italiana.

## Storia
Sono diverse le tappe che compongono il percorso del Ministero della marina mercantile. Iniziato nel 1861, ha visto innumerevoli passaggi dell'amministrazione della marina mercantile italiana da un ministero all'altro, durante i vari governi che si sono succeduti nei primi 85 anni del Regno d'Italia, prima dell'istituzione del ministero nel 1946.

### La direzione generale
Inizialmente parte del Ministero della marina, come Divisione della marina mercantile e della sanità marittima, nel 1874 divenne Direzione generale della marina mercantile, con attribuzioni in campo di Capitaneria di porto, personale marittimo, statistiche delle navi e dei movimenti della navigazione, naufragi, recuperi, rilascio patenti, premi di costruzione e di navigazione. Curiosamente, la disciplina sulla navigazione in Italia ed i servizi di fari e fanali, rimasero in capo al Ministero dei Lavori Pubblici.
Venne assegnata al nuovo Ministero dei Trasporti Marittimi e Ferroviari nel 1916.
L'anno successivo assume la direzione degli Istituti Nautici, approdata presso il Ministero dell' Industria, del Commercio e del Lavoro nel 1920.
Con la costituzione del governo Mussolini fu nominato dal 19 novembre 1922 un Commissario per i servizi della marina mercantile, nella persona di Costanzo Ciano Il Commissariato rimase fino al 30 aprile 1924, allorché, con le riforme De' Stefani, venne collocata nel Ministero delle poste e telegrafi che da lì a poco diventerà Ministero delle comunicazioni, con il precedente status di Direzione generale della marina mercantile (DGMMerc).
Nell'agosto 1943 torna nel Ministero della marina, come Sottosegretariato, all'interno del Governo Badoglio I. Nella Repubblica Sociale Italiana resta invece nel Ministero delle comunicazioni, come Direzione generale della marina mercantile, con sede a Milano. Questa al termine della Seconda guerra mondiale, confluisce nel Commissariato civile per la marina mercantile dell'Alta Italia.
Il sottosegretario con delega alla marina mercantile è confermato intanto nei governi Bonomi, Parri e De Gasperi.

### Il ministero
Si arriva così al 13 luglio 1946 quando, con decreto del Capo provvisorio dello Stato promosso dal governo De Gasperi II, nasce il Ministero della marina mercantile, guidato da Salvatore Aldisio. Nel 1947 viene dotato di una sua bandiera, ossia il tricolore italiano sormontato dall'emblema della marina mercantile.
Nel 1948 ne vengono organizzati i servizi: direzione generale della navigazione e del traffico marittimo, direzione generale del naviglio, ispettorato generale del lavoro marittimo e portuale, ispettorato generale delle capitanerie di porto. Alle dipendenze del ministero fu posto il Corpo delle Capitanerie di porto.
Il suo budget sfiora 1.423 miliardi di lire nel 1985.
Con la legge n. 537 del 1993, con il governo Ciampi, viene accorpato al Ministero dei trasporti, che, per l'occasione, viene ribattezzato Ministero dei trasporti e della navigazione, con decorrenza dal 2 gennaio 1994.
Le funzioni relative alla protezione dell'ambiente marino (ad esempio l'individuazione e la salvaguardia delle Aree marine protette d'Italia) sono devolute al Ministero dell'Ambiente, quelle circa la pesca marittima e acquacoltura al Ministero delle Risorse Agricole, Alimentari e Forestali.
Il Ministero dei Trasporti, con la riforma Bassanini del 1999 è accorpato con il Ministero dei lavori pubblici per formare il Ministero delle infrastrutture e dei trasporti, operativo a partire dal 2001 con il governo Berlusconi II. Il governo Prodi II provvide, con decreto-legge, ad un nuovo spacchettamento del ministero: da un lato il Ministero delle infrastrutture, dall'altro il Ministero dei trasporti. Entrambi sarebbero stati nuovamente accorpati nel 2008, con il governo Berlusconi IV, per costituire il Ministero delle infrastrutture e dei trasporti, che ha raccolto l'eredità costituendo il Dipartimento per i trasporti, la navigazione, gli affari generali ed il personale - Direzione generale per la vigilanza sulle autorità portuali, le infrastrutture portuali ed il trasporto marittimo e per vie d'acqua interne. Attualmente i suoi compiti sono divisi in due Direzioni generali del Dipartimento per i trasporti e la navigazione: Direzione generale per i porti, la logistica e l'intermodalità e Direzione generale per il mare, il trasporto marittimo e le vie d'acqua interne. 

## Attività
Oltre alle competenze di materia di navigli, navigazione, traffico marittimo, demanio marittimo, vigilanza, sicurezza e soccorso in mare, emanava normative in tema di lavoro marittimo e portuale. Sovrintendeva alle attività di pesca (solamente nelle acque esterne, per le acque interne si faceva riferimento al Ministero dell'Agricoltura e delle Foreste) e di tutela e difesa del ambiente marino, intervenendo in caso di inquinamenti causati da incidenti, anche grazie alla convenzione stipulata con Castalia. Infine, aveva alle dipendenze le capitanerie di porto. Di recente si è parlato di ricostituire il Ministero della Marina Mercantile nella forma di Ministero del Mare, in virtù della storica vocazione mediterranea italiana.

## Struttura
- Direzione generale degli affari generali e del personale
- Ispettorato tecnico
- Direzione generale lavoro marittimo e portuale
- Direzione generale demanio marittimo e dei porti
- Direzione generale pesca marittima
- Comitato centrale per la sicurezza della navigazione

## Il consiglio superiore
Il Consiglio superiore della marina mercantile fu istituito nel 1885 con regio decreto n. 3596, presso il ministero della marina, come organo consultivo. Composto da 25 consiglieri con il presidente in carica tre anni.
Nel 1947 si provvide alla riforma del consiglio superiore della marina mercantile .